# Don Cheadle
Donald Frank "Don" Cheadle (født 29. november 1964) er en amerikansk skuespiller, producer og forfatter, der er kendt for sin medvirken i film som Traffic, Crash og Hotel Rwanda, for hvilken han blev nomineret til en Oscar for bedste mandlige hovedrolle. Han har desuden vundet en Golden Globe Award for sin rolle som Sammy Davis Jr.. i miniserien The Rat Pack.

## Udvalgt filmografi
- Boogie Nights (1997)
- The Rat Pack (1998), miniserie
- Traffic (2000)
- Mission to Mars (2000)
- The Family Man (2000)
- Swordfish (2001)
- Rush Hour 2 (2001)
- Ocean's Eleven (2001)
- Ocean's Twelve (2004)
- After the Sunset (2004)
- The Assassination of Richard Nixon (2004)
- Hotel Rwanda (2004)
- Crash (2004)
- Ocean's Thirteen (2007)
- Iron Man 2 (2010)
- Flight (2012)
- Iron Man 3 (2013)
- Avengers: Age of Ultron (2015)